# طواف إسبانيا 2009
طواف إسبانيا 2009 (بالإسبانية: 2009 Vuelta a España)‏ هو سباق دراجات هوائية أقيم بتاريخ 29 أغسطس–20 سبتمبر، تكون السباق من 21 مرحلة وامتدّ لمسافة 3292.3 كم بسرعة 37.7 كم/س، استغرق السباق 87 ساعة 22 دقيقة 37 ثانية. فاز به الإسباني أليخاندرو بالبيردي وحلّ ثانيا الإسباني صمويل سانتشيث بينما حصل على المركز الثالث الأسترالي كاديل إفانز.

## الترتيب
| م                     | الدرّاج             | البلد    | الزمن                     |
| --------------------- | ------------------ | -------- | ------------------------- |
| الفائز بالترتيب العام | أليخاندرو بالبيردي | إسبانيا  | 87 ساعة 22 دقيقة 37 ثانية |
| الثاني                | صمويل سانتشيث      | إسبانيا  |                           |
| الثالث                | كاديل إفانز        | أستراليا |                           |
| حسب النقاط            | أندريه جريبيل      | ألمانيا  | -                         |
| الترتيب المركب        | أليخاندرو بالبيردي | إسبانيا  | -                         |